# Cot Simeureugun
Cot Simeureugun är ett berg i Indonesien.   Det ligger i provinsen Aceh, i den västra delen av landet, 1 800 km nordväst om huvudstaden Jakarta. Toppen på Cot Simeureugun är 166 meter över havet. Cot Simeureugun ligger på ön Pulau We.
Terrängen runt Cot Simeureugun är kuperad åt nordväst, men åt nordost är den platt. Havet är nära Cot Simeureugun åt sydost.  Närmaste större samhälle är Sabang, 11,3 km norr om Cot Simeureugun. 